# Bractwo Dobrej Śmierci w Niekrasowie
Bractwo Dobrej Śmierci w Niekrasowie – inicjatywa społeczno-religijna w formie dobrowolnego zgromadzenia zrzeszającego tradycjonalistycznych (ortodoksyjnych) katolików Kościoła rzymskokatolickiego (w skrócie – dobrowolne zrzeszenie pobożnych wiernych). W szerszym znaczeniu obejmuje także wszystkie osoby laickie niewtajemniczone, popierające cele Bractwa. Obecnie do Bractwa przynależy ponad 80 osób, a ich przełożonym jest dotychczasowy proboszcz parafii ksiądz kanonik Stanisław Bastrzyk. Celem Bractwa jest modlitwa za konających i zmarłych każdego dnia.
Bractwo działa przy parafii Nawiedzenia Najświętszej Maryi Panny w Niekrasowie od 1 lipca 2005 roku, ale jego historia sięga znacznie wcześniej.

## Historia
Prapoczątki Bractwa swymi korzeniami sięgają drugiej połowy XVII stulecia. W 1689 roku Krzysztof herbu Abdank Skarbek wszedł w posiadanie wiosek Ossala, Trzcianka i Niekrasów, odkupując je od Grabkowskiego. Z tym rodem związany jest początek Bractwa Dobrej Śmierci. Inicjatorem założenia Bractwa była żona Alexandra, Eleonora, z domu Bielska, Skarbek. Dokument założycielski został spisany na zamku królewskim w Sandomierzu 15 czerwca 1760 roku, a od 1 lipca tego roku Bractwo zaczęło funkcjonować w parafii niekrasowskiej.
Co wynika z zachowanych dokumentów diecezjalnych, a co potwierdza ksiądz Wiśniewski, powołując się na Rubrycelę Diecezjalną z roku 1880 podając, że: ks. Stanisław Sokołowski, proboszcz ówczesnej parafii Niekrasów i właściciele dóbr Ossala, Trzcianka i Niekrasów, Alexander i Eleonora Skarbek, jak i właściciel Turska Wielkiego, Michał z Trojanowych Różyc Różycki oraz Jan Dunin Karwicki, dziedzic wsi Świniary (ówczesnej parafii Łoniów) usankcjonowali 1 lipca 1760 roku na zamku królewskim w Sandomierzu Bractwo Dobrej Śmierci.
Być może założenie Bractwa w swojej intencji było aktem ekspiacji za grzechy poprzedniego właściciela – Grabkowski zabił przy ołtarzu ówczesnego proboszcza parafii Niekrasów ks. Stanisława Górskiego.
Ostatecznie Bractwo zostało potwierdzone bullą papieża Piusa VI, podpisaną 7 stycznia 1776 roku. W tym dokumencie zostały podane warunki, pod którymi jego członkowie mogli zyskać odpusty. Bractwo miało charakter dewocyjny; niewiele można powiedzieć o jego działalności charytatywnej czy wychowawczej. Bractwo posiadało od 1776 roku Księgę Bracką, do której byli wpisywani wstępujący nowi członkowie. Większość z około 7 tysięcy wpisów pochodzi z przełomu XVIII i XIX wieku; po tym okresie następuje stopniowy upadek działalności. Ostatnie wpisy pochodzą z lat 30. XX wieku.
Widocznym znakiem działalności Bractwa pozostał w Kościele ołtarz „Dobrej Śmierci”. Bractwo dało również początek XVIII-wiecznym nabożeństwom Drogi Krzyżowej w parafii.
Dniem szczególnie uroczystym dla Bractwa był Wielki Piątek.
Po latach przerwy w działalności Bractwa, 15 czerwca 2005 roku biskup sandomierski Andrzej Dzięga dekretem reaktywował Bractwo Dobrej Śmierci, a sprawowanie duchowej opieki nad Bractwem powierzył proboszczowi parafii ks. kanonikowi Stanisławowi Bastrzykowi. Uroczystości restytuowania bractwa odbyły się 1 lipca tego samego roku.
Z okazji ks. Witold Dobrzański przewodniczył Mszy świętej w kościele parafialnym. Przybyli parafianie i goście z sąsiednich wspólnot parafialnych oraz duchowieństwo z dekanatu Połaniec, Koprzywnica i Sandomierz. W homilii ks. kanonik Stanisław Bastrzyk przedstawił krótką historię Bractwa oraz cel duszpasterski wspólnoty w realiach współczesnego życia. Po Mszy świętej wyruszyła procesja na cmentarz parafialny, gdzie modlono się za zmarłych, odmawiając różańcowe tajemnice bolesne.

## Cele Bractwa
Idea Bractwa czerpie swoją inspirację z chrześcijańskiego nurtu przygotowania człowieka na śmierć. Jego członkowie mieli obowiązek modlić się każdego dnia za konających, rozmawiać z chorymi na temat śmierci i przyjęcia przez nich sakramentu namaszczenia, uczestniczenia w pogrzebie zmarłego konfratra, palenia świec przy trumnie w kościele.
Cele duszpasterskiej wspólnoty w realiach współczesnego życia określono w dekrecie z 15 czerwca 2005 roku, tj.:
- uczestniczenie w comiesięcznej Eucharystii, sprawowanej w intencji konających i zmarłych przy ołtarzu „Dobrej Śmierci” z homilią omawiającą Mękę Chrystusa i nabożeństwo Drogi krzyżowej,
- codzienna modlitwa Bractwa za konających,
- modlitwa członków Bractwa o łaskę dobrej śmierci dla siebie,
- odwiedzanie chorych i rozmowa z nimi na tematy religijne, a zwłaszcza przygotowanie chorego do przyjęcia Wiatyku.

Członkowie Bractwa zapisani będą do księgi brackiej.
W każdy ostatni piątek miesiąca, przez cały rok, przed ołtarzem „Dobrej Śmierci” odprawiana jest Msza święta za konających i zmarłych oraz Droga Krzyżowa.
Do Bractwa może należeć każdy, wystarczy, że wypełni deklarację dostępną u obecnego księdza proboszcza parafii. Ksiądz Stanisław Bastrzyk opracował modlitewnik dla członków Bractwa, w którym są modlitwy przygotowujące człowieka na śmierć. Książeczka zawiera m.in.: regulamin Bractwa Dobrej Śmierci, historię Bractwa w parafii Niekrasów oraz modlitwy o dobrą śmierć do Matki Bożej, św. Józefa, św. Michała Archanioła, św. Barbary oraz za konających i za dusze w czyśćcu cierpiące.